# Platja de Foxos
La platja de Foxos o Barra es troba en el concejo asturià de Cuaña i pertany a la localitat de Mouguías. Forma part de la Costa Occidental d'Astúries, presentant protecció per ser ZEPA i LIC.

## Descripció
La platja té forma rectilínia, una longitud d'uns 150 metres i una amplària mitjana de prop de 10 metres. El seu entorn és rural, amb un grau d'urbanització mitjà i una perillositat alta. L'accés per als vianants és d'uns cinc-cents metres de longitud. En el seu jaç alternen sorres gruixudes i fosques amb una petita escullera.
El nucli poblacional rural més proper és el de Foxos i la platja, també anomenada «Barra», està situada entre el marge esquerre de la desembocadura del riu Navia i la Platja d'Arnielles. Es tracta d'una petita platja situada en la mateixa ria, està molt bé equipada, té servei de neteja, de vigilància, àrea de pícnic i una àrea recreativa. No obstant això té l'inconvenient de l'olor característica, permanent, de la propera fàbrica de paper. L'activitat recomanada és la de la pesca recreativa i s'adverteix que durant el bany es recomana no allunyar-se de la platja a causa dels corrents cap a un costat o un altre de la ria.